# Mario Benedetti (poeta italiano)
(da Umana gloria, p. 112)
Mario Benedetti (Udine, 9 novembre 1955 – Piadena Drizzona, 27 marzo 2020) è stato un poeta italiano.
Fu tra i fondatori delle riviste di poesia contemporanea “Scarto minimo”, Padova, 1986-1989, ed “Arsenal littératures”, edita a Brest dal 1999 al 2001. 
Le sue opere vennero tradotte in Francia da Jean-Charles Vegliante (da ultimo in "Siècle 21" n.25, 2014, Poésie italienne d'aujourd'hui - Antologia).

## Biografia
Dopo i primi venti anni trascorsi a Nimis (Udine), paese dei suoi genitori, si trasferì nel 1976 a Padova dove si laureò in Lettere con una tesi sull'opera complessiva di Carlo Michelstaedter, diplomandosi poi in Estetica presso la Scuola di Perfezionamento della stessa Facoltà universitaria. Si dedicò all'insegnamento nelle scuole superiori, dapprima a Padova poi a Milano, città in cui si trasferì.
La sua vita, la sua poesia ed il suo modo di essere furono fortemente connotati dalla presenza di una malattia cronica: una particolare forma di sclerosi multipla che lo accompagnò dall'infanzia. Gravi episodi dovuti a questa patologia si verificarono nel 1999 e nel 2000. La notte del 14 settembre 2014 a seguito di un infarto con ipossia cerebrale venne ricoverato all'Ospedale San Luca di Milano dove fu tenuto in coma farmacologico per diverso tempo. Al suo graduale risveglio cominciò una terapia riabilitativa, per poi essere trasferito in una struttura sanitaria milanese per continuare le cure. 
Benedetti morì il 27 marzo 2020, a causa di complicazioni da COVID-19, nella struttura sanitaria in cui viveva dal 2018, a Piadena (Cremona). È stato tumulato nella cappella di famiglia di Donata Feroldi, l'amica di una vita, la mattina del 30 marzo 2020.

## Attività letteraria
In seguito alla pubblicazione di varie plaquettes, nel 2004 Mario Benedetti riassunse il suo lavoro con Umana gloria,  pubblicato nella collana  Lo Specchio (Mondadori). A distanza di quattro anni da Umana gloria, uscì Pitture nere su carta (Mondadori, 2008), raccolta in cui l'autore batteva sentieri comunicativi ed espressivi precedentemente inesplorati, inaugurando una stagione nuova.
«Mario Benedetti aveva imposto la sua voce originale nel 2004, con il suo primo libro importante e riassuntivo, Umana gloria, uno degli esiti maggiori della nostra nuova poesia [...]. Queste Pitture nere su carta si presentano invece quasi come l'aspro e tagliente rovescio di quella tessitura» (dal risvolto di Pitture nere su Carta).
«In Pitture nere su carta Mario Benedetti ci sorprende con un libro che forse segna una svolta, o forse una profonda crisi. La comunicabilità con cui egli esprimeva la spontanea adiacenza alla fraternità, nel bene e nel male celebrata in Umana gloria, raccolta premiata da un folto consenso di critica e di pubblico, sembra qui polverizzarsi. Disintegrando l'umiltà della prosa e il tessuto sintattico del discorso nei soprassalti di una lacerante afasia, Benedetti sembra volerci stupire, prenderci in contropiede» (Biancamaria Frabotta).
"La lingua di Benedetti incarna l’incertezza, la precarietà e la povertà dell’essere umano immerso in una tenebra materna, che non ha nessuna via di salvezza. La parola è spezzata da continue afasie, accerchiata da un filo spinato. Chi si avvicina alla parola di questo poeta, non potrà uscire dalla realtà che egli disegna: un mondo frammentato, fatto di ossa, di morti, di brandelli di civiltà. Una parola che vive nella traccia di una vita che è già morte." (Luigia Sorrentino).

### Umana gloria(2004)
Composto di una selezione e riscrittura di testi dell'opera poetica precedente, a cui si affiancano – senza soluzione di continuità – nuove poesie inedite, Umana gloria (2004) è il libro con cui Benedetti si impose definitivamente sulla scena poetica italiana contemporanea. Nella raccolta, tanto compatta da non far sospettare il proprio carattere antologico, si rivelano tutti i temi, i motivi e i principi formali che caratterizzano la scrittura dell'autore. E tuttavia qui Benedetti non solo fa maturare i frutti della propria poesia, ma anche li raccoglie e, nel frattempo, prepara il terreno per la sua futura opera (alcuni collegamenti, infatti, sono ravvisabili tra i testi delle ultime due sezioni di Umana gloria – come Rientri di fine agosto in città, Le mani sulla mela, sole con il verde…, Area museale – e i primi capitoli di Pitture nere su carta, e soprattutto con la poesia liminare di quest'ultima raccolta, vero e proprio trait d'union tra Umana gloria e le Pitture, come l'autore stesso ha riconosciuto in un'intervista).
Al centro del libro è il ritorno, attraverso una memoria di tipo fortemente visivo, a tutto ciò che è stato: situazioni, azioni, persone, luoghi, sensibilità, valori, letterature. Non stupisce perciò che a dominare la scena siano le rievocazioni di un Friuli agreste, povero, appena sconquassato dal terremoto del 6 maggio 1976; rievocazioni, queste, che non sono dettate da un bisogno privato di commemorare nostalgicamente un luogo o un evento, bensì dalla necessità di fornire una testimonianza, una percezione di un frammento di realtà. Tale necessità giustifica l'altissima frequenza, nelle poesie di Umana gloria, dei verbi percettivi («guardare», «vedere») o mentalistici («pensare»), anche combinati insieme («Servirebbe guardare da lontano, pensare che si guarda», p. 17). Benedetti si conferma un poeta dalla «pertinace fede ottica», secondo una felice definizione della Scarpa.
Al Friuli, terra natale del poeta e pertanto collegato alle memorie infantili, si sovrappongono mano a mano altri luoghi (come recita il titolo della terza sezione), i luoghi dell'età adulta: la Slovenia, la Francia settentrionale, Torino, Milano. Ecco allora che i vecchi affetti si mischiano ai nuovi, gli sfondi si intrecciano, persone di epoche diverse convivono, i morti vengono alle spalle dei vivi. In questo vero e proprio cortocircuito della memoria, è facile che il reale si confonda con il sogno («È stato un grande sogno vivere», p. 35; «Ho sognato, ho sempre sognato, d'inverno ti tenevo nei bastoncini di vischio», p. 69; «E si può andare dalla finestra, dall'aria della finestra semiaperta fuori/ sull'occhio che butta resina. Sembra con due sogni», p. 100), e a sua volta questa incapacità di mettere totalmente a fuoco la realtà, di dominare l'oggetto percepito senza pure esserne dominato, è la prima causa di quel senso di stupore infantile che è un altro tratto caratteristico della poesia di Benedetti («Passi lontani, bambini crespi nell'aria forte,/ il piccolo gelo delle mani tenute vicine a prendersi. Oh inverno», p. 17; cfr. la poesia conclusiva di Pitture nere su carta: «Erano le fiabe, l'esterno./ Bisbigli, fasce, dissolvenze.// L'esterno dell'esterno/ qualcosa ascolta.// Qui./ Oh», p. 107).
Stilisticamente, i versi di Umana gloria sono lunghi, caratterizzati da un andamento lento che spesso riproduce la sintassi del parlato. Il lessico riesce a conferire agli elementi più prosaici e materiali una venatura di liricità. Come nota perfettamente Afribo, la lingua di Benedetti può definirsi una «sintesi originale di rasoterra e prosaico da una parte, e stupefatto stile lirico dall'altra, convergenti in un'unica distanza dalla norma, sempre sotto o sopra la linea di una diretta e razionale nominazione delle cose».

### Pitture nere su carta(2008)
Anticipate da Reliquiari, una selezione di dieci poesie inedite apparsa sull'Almanacco dello Specchio 2005, le Pitture nere su carta escono il 27 ottobre 2008 e colpiscono immediatamente il lettore per una forma totalmente rinnovata: il dettato conciso e scarnificato si articola in pochi versi brevi, scalpellati, raggruppati quasi sempre in distici, con un esito davvero straniante per chi ripensa alla sintassi lenta e dilatata di Umana gloria.
Composte prendendo come punto di riferimento varie opere artistiche, a partire dalle Pinturas negras di Goya, queste Pitture nere su carta si propongono di metterci davanti agli occhi, con veri e propri tocchi di inchiostro anziché di pennello, quello che l'autore vede: corpi, reliquie, chiese, città (Parigi, Milano, Attimis, Siracusa). Di qui il ricorso all'enumerazione e all'ipotiposi, due figure retoriche che rispondono immediatamente a un procedimento di tipo iconico. Sempre in virtù del carattere figurativo delle Pitture, non deve stupire l'articolazione dei testi, del tutto inconsueta per una raccolta di poesie, in otto capitoli; «capitoli» e non «sezioni» perché meglio adatti a contenere, come veri e propri cicli, le serie tematiche di immagini che l'autore ha selezionato: «colori», «lacrime», «reliquiari», «sfarzo», «smalti», «supernove».
I temi che queste carrellate di immagini portano con sé, ossessivamente ricorrenti in tutta la raccolta, sono la violenza del dolore e della morte («Torna morta la carne che si indora, la muta del sangue nero», p. 7; «Cane, gioca con le carni,/ i bastoni di ossa», p. 15; «Dal cadavere spagnolo, incisioni oli su tela tempere», p. 90), l'assenza e il nulla («Non io, non tu, nell'arcobaleno», p. 11; «Va dolce il nulla,// il dolcissimo nulla», p. 16; «Dietro di te, e davanti, oltre, non c'è niente», p. 104). La violenza della morte e l'orrore dell'assenza vengono spesso analizzati attraverso il rapporto del poeta con la figura paterna o materna; si pensi, a tal proposito, alla poesia V, 7 (p. 105): «Dove sei. Madre.// E si à di murì, e nol par vêr./ Si deve morire, e non sembra vero.// Così le foglie. Così,/ forse, foglie non sono state».
E, in definitiva, è proprio questo dolore che non si può scrivere a regalarci la forma anomala, pericolosamente innovativa, delle Pitture nere su carta. Come rileva Biancamaria Frabotta: «qui invece, l'irrigidimento prevale sulla docilità, il discorso di secondo grado intavolato con la grafica delle maniere nere spezza il filato di quel parlare sghembo, di quell'andare fuori dal senso comune e un po' per sommi capi, quel tanto di dolcemente contrariato che era necessario a salvare i suoi [del poeta] saltuari, ma miracolosi incontri dal naufragio della memoria». Neppure quell'umana gloria capace di recuperare ciò che si è perso e così di far ritrovare se stessi è ora possibile. Permane soltanto lo stupore bambino dei monosillabi finali, ultimo luogo in cui rifugiarsi, e dissolversi: «Qui./ Oh.» (p. 107).

### Tersa morte(2013)
Dopo l'esperienza dei Materiali di un'identità (2010), dove diverse tipologie testuali (il saggio, la poesia, la prosa poetica e l'intervista) partecipavano insieme all'enucleazione dei punti-chiave della poetica dell'autore, nel 2013 Mario Benedetti aggiunge un nuovo, importante capitolo alla sua opera poetica con il libro Tersa morte.
Tommaso Di Dio ha osservato che mai come in questo lavoro la scrittura di Benedetti «è stata così chiara; mai, in questo poeta, il tentativo dello stile ha cercato di essere così asservito al progetto di spartire con il lettore il senso profondo di un'esperienza estrema, dolorosa, quotidiana, comune. In questi versi, l'esperienza umana del morire è “tersa”, chiarificata». Ed è infatti l'esperire la morte, l'irrompere della morte nella vita a costituire il centro tematico di questo libro. L'evento traumatico del lutto impone una prospettiva totalmente inedita e sconvolgente allo sguardo di chi continua a vivere: «Cosa devo guardare per sentire che non è così vero» (p. 20); «Vedere nuda la vita / mentre si parla una lingua per dire qualcosa» (p. 43). Scrive in proposito Gianluca D'Andrea: «Il punto di partenza di questa “diversa” visuale sembra risiedere nelle facoltà “allucinogene” del dolore; per cui la morte, essendone parte integrante, sconvolge la vita, modifica le certezze, annienta la quotidianità? Si vive ancora ma come abitando due mondi: il quotidiano e il ricordo che mescolati creano il cortocircuito di senso, l'allucinazione cui facevamo riferimento. Ogni vicenda umana non può evitare la memoria del dolore, anche il nostro “eterno presente” fa i conti con questa evidenza, per mezzo della voce infinitesimale dei poeti, coll'“infimo inizio” rappresentato dalla loro parola “memoriale”». Il poeta stesso ha dato delle delucidazioni al riguardo, confermando quanto detto fin qui: «Sento la mia vita in modo acre all'interno di un immedicabile, irrimediabile soccombere, l'affannarsi per scomparire, senza risarcimenti di alcun genere: ossia, ad esempio, essere ancora dopo attraverso i propri figli oppure essere insieme con la natura dell'uomo che è mortale. È un sentimento che porta con sé anche un orizzonte di pensiero. Mi dico: ho testimoniato questo, ho cercato di fare questo, dire una morte limpida e circoscritta nel suo accadere, il che getta ovviamente una luce diversa sulla stessa vita».
Nell'avvio del libro l'io lirico è paralizzato dalla morte dei suoi familiari e perciò – come scrive Giorgio Meledandri – demanda «ad un sosia, sin dalla prima pagina, il compito della scrittura. Ma il compito, oltremodo gravoso, non risulta praticabile fino in fondo», e di conseguenza «l'opera non fa che rimarcare l'impotenza espressiva del soggetto». A questo punto «un altro lutto si aggiunge ai precedenti: il lutto della parola[…]; attraverso la morte dell'uomo, Mario Benedetti rappresenta un'altra morte e scrive un grandioso ed intenso epitaffio in memoria delle parole». Alcuni esempi: «Il mio nome ha sbagliato a credere nella continuità / commossa, i suoi luoghi intimi antichi, la mia storia. / Le parole hanno fatto il loro corso» (p. 14); «Quante parole non ci sono più. / Il preciso mangiare non è la minestra. / Il mare non è l'acqua dello stare qui. / Un aiuto chiederlo è troppo. / Morire e non c'è nulla vivere e non c'è nulla, mi toglie le parole» (p. 15); «Tutta una vita / per chi vi deve ricordare, per chi vi piange. / E piange la parola che riesce a dire» (p. 33); «E torna la domanda. Non saprai di essere morto, / non sarai, quel nulla che nella vita diciamo / non sarai, non ci sarai più, non saprai di te. / Perfetta assenza» (p. 65).
Tutto, in Tersa morte, «è “Perfetta assenza”, e questa assenza è talmente forte e percepibile che ogni tentativo di non coglierla o di ritornare nella materia è considerata una distrazione: da qui l'invito al lettore a “Non distrarsi” dalla “perfetta assenza” e da qui anche la constatazione che se di un'essenza si deve parlare si può fare solamente qualora questa porti in sé i segni della morte» (Luciano Mazziotta). L'obiettivo del poeta, infatti, è parlare di questa esperienza senza lasciare spazio a visioni consolatorie, con la consapevolezza che incassare la sottrazione della vita attraverso la morte significa vivere in maniera più sincera, e dunque più umana. Si tratta di una dura accettazione, ben tratteggiata dalla poesia a p. 44: «Anche io solo come questo attaccapanni, / come sono i tavoli, com'è l'asse da stiro. / Muri e ringhiere, la poltrona, il camino. / Arde il fuoco bruciando l'intero giardino, / tutto il prato, i boschi, tutte le primavere».
Il carattere estremo della materia trattata coinvolge ovviamente anche la forma, contrassegnata da grande «concisione e perentorietà. […] Dal momento che ogni parola, dopo aver fatto esperienza della morte, pesa come un macigno, sono necessarie molta prudenza e altrettanta risolutezza per potersi esprimere. L'io che parla in Tersa morte è un io prostrato, astenico; e gli enormi sforzi compiuti per non cedere all'afasia che lo bracca si manifestano sulla pagina. Devono manifestarsi. Si potrebbe dire persino che la cifra stilistica di quest'opera stia nel dare una forma a tali sforzi, rendendoli evidenti» (Giorgio Meledandri). Fabio Donalisio rileva che Benedetti «parla parole semplici ma immediatamente ne smantella la sintassi, come se l'unica frase possibile – fu, non c'è, mai più – fosse, com'è, del tutto indicibile. I versi si spezzano tanto più vorrebbero, forse, esalare un sospirato e liberatorio racconto». E Jean-Charles Vegliante definisce quella di Tersa morte come «poesia di corpo in presentia, di parole viventi dell'assenza del corpo, nuda ormai di orpelli filosofici, ai quali ci ha abituati la letteratura dominante da questa parte delle Alpi [in Francia]. La poesia – colei che fa ciò che dice – sembra allora ritrovarsi, poco a poco, attraverso frammenti, echi, attraverso respiri necessari. Una vitalità ultima, che rifiuta il compiacimento di qualsiasi lamento; e dell'elegia».
In conclusione, oltrepassando i sentieri tracciati da Umana gloria e Pitture nere su carta, e portando sempre più al limite le possibilità tematiche e stilistiche della sua scrittura, Mario Benedetti realizza un'opera che ci invita a reagire e a «vedere nuda la vita», a spogliarla definitivamente dei suoi mendaci simulacri: «Arido sapere, arido sentire. / E io dico, accorgetevi, non abbiate solo vent'anni, / e una vita così come sempre da farmi solo del male» (p. 15).
Il lavoro ha vinto nel 2014 il Premio Brancati-Zafferana di Poesia.

## Opere

### Raccolte di poesie
- Il cielo per sempre, supplemento alla rivista “Schema”, Milano 1989.
- I Secoli della primavera, Collana:, Ripatransone, Sestante, 1992, ISBN 88-86114-00-1.
- Una terra che non sembra vera, Campanotto, Udine 1997.
- Il parco del Triglav, La Collana:, Varese, Stampa, 1999, ISBN 88-8336-002-8.
- Borgo con locanda, Circolo Culturale di Meduno (Pordenone), 2000.
- Umana gloria, Collana: Lo Specchio, Milano, Arnoldo Mondadori Editore, 2004, ISBN 978-88-04-52565-3.
- Pitture nere su carta, Collana: Lo Specchio, Milano, Mondadori, 2008, ISBN 88-04-58192-1.
- Dove comincio anch'io, Collana: Ottavo, Milano, Quaderni di Orfeo, 2008.
- A. E. Jk., Collana: Scripsit-Sculpsit, Milano, Il ragazzo innocuo, 2008.
- Materiali di un'identità, Transeuropa, Massa 2010.
- Tersa morte, Collana: Lo Specchio, Milano, Arnoldo Mondadori Editore, 2013, ISBN 978-88-04-63018-0.

Benedetti è inoltre presente in varie antologie tra cui Poeti italiani del Secondo Novecento, Mondadori, Milano 2004 e Parola plurale, Sossella, Roma 2005.

### Curatele
- Bloggirls - Voci femminili dalla Rete, Collana: Piccola biblioteca Oscar, Milano, Mondadori, 2008, ISBN 88-04-58540-4.

### Traduzioni
- Michel Deguy,  Arresti frequenti. Poesie scelte 1965-2006, Collana: Arte poetica, Roma, Luca Sossella editore, 2007, ISBN 978-88-89829-26-4.
- Dejan Ilić (poeta serbo), Pjesme, edizioni h, d, p, Zagreb 2005.